# Aref Al-Haj
Aref Al-Haj (arabe : عارف هيثم عارف الحاج محمد), né le 28 mai 2001 à Irbid en Jordanie, est un footballeur international jordanien. Il joue comme ailier à Al-Hussein.

## Biographie

### En club

#### Al-Sarieh
Il est né à Irbid et est un Al-Sareeh.

#### Jabal Al-Mukaber (prêt)
Après avoir été promu dans l'équipe première du club Al-Sarih, il a été prêté au club palestinien Jabal Al-Mukaber, Jabal Al-Mukaber, où il est devenu l'un des principaux contributeurs à leur victoire au titre de Premier League de Cisjordanie en 2023.

#### Al-Faisaly (prêt)
Des clubs jordaniens comme Al-Wehdat et Al-Hussein ont manifesté leur intérêt pour Arif Al-Hajj, après la relégation d'Al-Sarih de la première division jordanienne. Cependant, le 12 juillet 2023, Arif Al-Hajj a signé un contrat de prêt d'une saison avec le Al-Faisaly SC.
Il a contribué à la première victoire d'Al-Faisaly en Ligue des champions de l'AFC, marquant un but à la 85e minute contre Al-Sadd,.
Aref Al-Haj a terminé son prêt avec 9 buts et 10 passes décisives.

#### Al-Hussein
Le 16 juillet 2024, Aref Al-Haj a signé un contrat permanent avec Al-Hussein SC.

### En sélection
Al-Hajj était un jeune joueur international jordanien , ayant représenté l'équipe nationale jordanienne U-23 lors de la Coupe AFC U-23 2024 organisée au Qatar. En décembre 2023.

## Style de jeu
Arif Al-Hajj est décrit comme un joueur grand et agile, doté d'un contrôle de balle exceptionnel, de pieds impressionnants, d'un véritable sens des passes et d'une forte capacité de finition. Il est capable d'évoluer dans un rôle avancé à droite, derrière l'attaquant central ou dans le cadre d'une double ligne offensive.

## Palmarès
Jabal Al-Mukaber
- Ligue de Cisjordanie : 2022-2023

Al-Faisaly
- Coupe Jordan Shield : 2023